# ラ・ペケーニャ・コパ・デル・ムンド
ペケーニャ・コパ・デル・ムンド（西: Pequeña Copa del Mundo）は、かつてベネズエラで開催されていた、サッカーにおけるクラブレベルの国際親善大会。英語ではスモールワールドカップ（英: Small World Cup）。南米と欧州のクラブチームが参加した。FIFAによる世界タイトル認定は受けていない。

## 概要
ベネズエラサッカー連盟主催による招待参加制の大会。1952年から1957年の間はほぼ毎年開催された。1955年にUEFAチャンピオンズカップが開始されたことで本大会の重要性が低下し、1957年を最後に中止された。
1960年に創設されたインターコンチネンタルカップが公式の大陸間クラブ世界一決定戦として定着すると、本大会は意義を失い、以降1963年から1975年までカラカス市杯（西: Trofeo Ciudad de Caracas）として開催された。
カラカス市杯としての再開以降は参加クラブのレベルが低下し、大会の地位も急速に落ちていった。大陸間のクラブ大会としての先駆けとなる大会で、後のインターコンチネンタルカップのモデルと見なされることもあるが、FIFAはこの大会を世界タイトルとは認定していない。

## 歴史
1952年大会は1952年7月12日から7月29日に行なわれ、ベネズエラ・リーグ優勝のラ・サージェ、スペイン・リーグ3位のレアル・マドリード、コロンビア・リーグ優勝のミジョナリオス、リオデジャネイロ州選手権優勝のボタフォゴが出場した。各クラブが2回ずつ対戦し、6試合で勝ち点8（2勝4分）を獲得したレアル・マドリードが優勝した。
1953年大会（冬季）は1953年2月10日から2月21日に行なわれ、コロンビア・リーグ優勝のミジョナリオス、アルゼンチン・リーグ優勝のリーベル・プレート、オーストリア・リーグ優勝のラピード・ウィーンが出場した。各クラブが3試合または4試合を行ない、3試合で勝ち点5（2勝1分）を獲得したミジョナリオスが優勝した。3得点を挙げたミジョナリオスのアルフレッド・ディ・ステファノが得点王に輝いている。
1953年大会（夏季）は1953年7月11日から8月2日に行なわれ、サンパウロ州選手権優勝のコリンチャンス、イタリア・2部リーグ優勝のローマ、カラカス市選抜（地元枠）、スペイン・リーグ優勝のバルセロナが出場した。各クラブが2回ずつ対戦し、6戦全勝のコリンチャンスが優勝した。
1955年大会にはベネズエラ・リーグ優勝のラ・サージェ、スペイン・リーグ5位のバレンシア、ポルトガル・リーグ優勝のベンフィカ、サンパウロ州選手権3位のサンパウロが出場した。各クラブが2回ずつ対戦し、6試合で勝ち点8（3勝2分1敗）を獲得したサンパウロが優勝した。
1956年大会にはイタリア・リーグ6位のローマ、スペイン・リーグ3位のレアル・マドリード、ポルトガル・リーグ優勝のポルト、リオデジャネイロ州選手権優勝のヴァスコ・ダ・ガマが出場した。各クラブが2回ずつ対戦し、6試合で勝ち点9（4勝1分1敗）を獲得したレアル・マドリードが優勝した。

## 結果

### ペケーニャ・コパ・デル・ムンド
| 開催年 | 優勝               | 準優勝             | 3位                | 4位            |
| ------ | ------------------ | ------------------ | ------------------ | -------------- |
| 1952   | レアル・マドリード | ボタフォゴ         | ミジョナリオス     | ラ・サージェ   |
| 1953冬 | ミジョナリオス     | リーベル・プレート | ラピード・ウィーン | エスパニョール |
| 1953夏 | コリンチャンス     | ローマ             | バルセロナ         | カラカス市選抜 |
| 1955   | サンパウロ         | バレンシア         | ベンフィカ         | ラ・サージェ   |
| 1956   | レアル・マドリード | ヴァスコ・ダ・ガマ | ポルト             | ローマ         |
| 1957   | バルセロナ         | ボタフォゴ         | セビージャ         | ナシオナル     |

### カラカス市杯
| 開催年 | 優勝                       | 準優勝                         | 3位              | 4位                    |
| ------ | -------------------------- | ------------------------------ | ---------------- | ---------------------- |
| 1963   | サンパウロ                 | レアル・マドリード             | ポルト           | －                     |
| 1965   | ベンフィカ                 | アトレティコ・マドリード       | －               | －                     |
| 1966   | バレンシア                 | ヴィトーリア・ギマランイス     | ラツィオ         | －                     |
| 1967   | アスレティック・ビルバオ   | アカデミカ・コインブラ         | プラテンセ       | －                     |
| 1969   | スパルタ・プラハ           | デポルティーボ・ラ・コルーニャ | スポルティング   | －                     |
| 1970   | ヴィトーリア・セトゥーバル | サントス                       | チェルシー       | ヴェルダー・ブレーメン |
| 1975   | 東ドイツ代表               | ボアヴィスタ                   | レアル・サラゴサ | ロサリオ・セントラル   |